# Stellar Awards
 (mai 2024).
La mise en forme du texte ne suit pas les recommandations de Wikipédia : il faut le « wikifier ».
Les points d'amélioration suivants sont les cas les plus fréquents. Le détail des points à revoir est peut-être précisé sur la page de discussion.
- Les titres sont pré-formatés par le logiciel. Ils ne sont ni en capitales, ni en gras.
- Le texte ne doit pas être écrit en capitales (les noms de famille non plus), ni en gras, ni en italique, ni en « petit »…
- Le gras n'est utilisé que pour surligner le titre de l'article dans l'introduction, une seule fois.
- L'italique est rarement utilisé : mots en langue étrangère, titres d'œuvres, noms de bateaux, etc.
- Les citations ne sont pas en italique mais en corps de texte normal. Elles sont entourées par des guillemets français : « et ».
- Les listes à puces sont à éviter, des paragraphes rédigés étant largement préférés. Les tableaux sont à réserver à la présentation de données structurées (résultats, etc.).
- Les appels de note de bas de page (petits chiffres en exposant, introduits par l'outil «  Source ») sont à placer entre la fin de phrase et le point final[comme ça].
- Les liens internes (vers d'autres articles de Wikipédia) sont à choisir avec parcimonie. Créez des liens vers des articles approfondissant le sujet. Les termes génériques sans rapport avec le sujet sont à éviter, ainsi que les répétitions de liens vers un même terme.
- Les liens externes sont à placer uniquement dans une section « Liens externes », à la fin de l'article. Ces liens sont à choisir avec parcimonie suivant les règles définies. Si un lien sert de source à l'article, son insertion dans le texte est à faire par les notes de bas de page.
- La présentation des références doit suivre les conventions bibliographiques. Il est recommandé d'utiliser les modèles {{Ouvrage}}, {{Chapitre}}, {{Article}}, {{Lien web}} et/ou {{Bibliographie}}. Le mode d'édition visuel peut mettre en forme automatiquement les références.
- Insérer une infobox (cadre d'informations à droite) n'est pas obligatoire pour parachever la mise en page.

Pour une aide détaillée, merci de consulter Aide:Wikification.
Si vous pensez que ces points ont été résolus, vous pouvez retirer ce bandeau et améliorer la mise en forme d'un autre article.
Un Stellar Award est un prix présenté par la SAGMA dans le but de reconnaître les exploits dans le Gospel. La cérémonie de remise annuelle comprend des performances par les artistes gospel éminents, et la remise de ces prix ayant un intérêt bien plus populaire. Les Stellars sont les premiers de Deux Gros prix majeurs gospel tenus annuellement.
La première cérémonie des Stellar Awards a été tenue en 1984, afin d'honorer et respecter les exploits musicaux par les chanteurs gospel pour l'année 1983. À la suite de la cérémonie de 2018, la SAGMA remania quelques catégories des Stellar Awards pour 2019.
En 2020, la remise de prix fût annulée en raison de la pandémie du COVID-19. La cérémonie fût diffusée virtuellement le 23 août 2020. Jekalyn Carr reçut plus tard les "Stellar Tribute to the Holidays" (Stellar Hommage aux Vacances), qui étaient diffusés sur les chaînes locales et sur UPtv, Aspire TV, et Bounce TV.

## Histoire
La première cérémonie de remise de prix fût tenue au Théâtre Arie Crown à Chicago en 1984. Au fil des années, les Stellars ont été tenus en des lieux différents dont Atlanta, Houston, Los Angeles, Las Vegas, Nashville, et New York. À partir de la 30e édition annuelle en 2015, la cérémonie a été tenue à la Orleans Arena à Las Vegas, et diffusée sur le câble numérique américain et le réseau de télévision par satellite TV One. À partir de la 34e cérémonie annuelle en 2019, les Stellar Awards déplacèrent leur émission annuelle sur Black Entertainment Television. Le nombre de prix donné a également été changé au fil des années avec des catégories ajoutées et retirées. Les Stellars ont été fondé en 1970 par Central City Productions, société de Don Jackson basée à Chicago. La société de production est aussi un distributeur de la programmation originale télévisée et des câbles numériques. Au printemps 2000, Central City Productions changèrent leurs modalités de vote en créant la Stellar Awards Gospel Music Academy (SAGMA). La SAGMA est actuellement le corps électoral officiel des Stellar Awards. L'Académie est ouverte aux cadres de maisons de disques, aux artistes, aux présentateurs de radio, aux professionnels de l'industrie gospel et aux sponsors.

## Procédé d'entrée et sélection des nommés
Les sociétés de média inscrites auprès des Stellar Awards Gospel Music Awards et les membres privés de la SAGMA (les artistes et les autres professionnels travaillant dans l'industrie qui répondent à certains critères) peuvent soumettre leurs inscriptions pour examen, ainsi qu'un formulaire d'inscription. Les Maisons de Disques et les artistes sont inscrits et les clips en ligne parus pendant la période d'éligibilité qui ont suivi dans le top 25 sur au moins deux Classements du Billboard pendant au moins quatre semaines. Les formulaires sont faits en ligne et deux exemplaires physiques de l'œuvre sont envoyés à la SAGMA. Une fois qu'une œuvre est formulée, la remise passe par un processus de sélection. Un comité confidentiel composé d'experts de l'industrie de la musique dans divers champs présents afin d'assurer que toutes les remises sont suivies dans le top 25 des Classements du Billboard pendant la période d'éligibilité, et sont appropriées pour les Stellar Awards. Chaque catégorie est limitée basée sur le précepte et la discrétion du comité de la Nomination aux Stellar Awards néanmoins toutes les remises ne peuvent pas être incluses sur le scrutin. La qualité technique, les paroles, la qualité de la voix, la durée du classement, le contenu du projet et la performance du classement seront revus pour l'inscription sur le scrutin. Toutes les sélections du Comité de Nomination des Stellar Awards sont ensuite finalisées.

## Vote final
Les modalités de vote pour réduire les nommés finaux consistent en deux scrutins séparés. Le premier tour de scrutin inclut les entrées éligibles comme déterminées par le Comité de Nomination de la SAGMA. Les meilleures entrées pour chaque catégorie du premier scrutin avancera au dernier scrutin. Lors des dernières modalités de vote, le public général (y compris les fans) sont le corps électoral pour le second et dernier scrutin afin de déterminer les gagnants du Stellar Award. Les nommés sont annoncés pendant une tournée de radio ou de presse.

### Catégories
- Artiste de l'année
- Chanson de l'année
- Artiste masculin de l'Année
- Albertina Walker Artiste féminine de l'Année
- Duo/Groupe de l'Année
- Révélation de l'Année
- Musicien de l'Année
- Album de l'Année
- Chorale de l'Année
- Producteur de l'Année
- Duo/Groupe contemporain de l'Année
- Duo/Groupe traditionnel de l'Année
- Artiste masculin contemporain de l'année
- Artiste masculin traditionnel de l'année
- Artiste féminine contemporaine de l'Année
- Single ou performance urbain(e)/inspirant(e) de l'année
- Clip de l'Année
- Chorale traditionnelle de l'Année
- Chorale contemporaine de l'Année
- Album instrumental de l'Année
- Album événement spécial de l'Année
- Album gospel rap/hip hop de l'année
- Youth Project Artiste de l'année
- Quatuor de l'Année
- Album de louange de l'Année

## Cérémonies
| #  | Date             | Animateur(s)                                          | Lieu                                       | Réf.   |
| -- | ---------------- | ----------------------------------------------------- | ------------------------------------------ | ------ |
| 1  | 1985             | Tramaine Hawkins                                      | Théâtre Arie Crown, Chicago                | ,      |
| 2  | 1986             | Al Green, Tramaine Hawkins                            | Théâtre Auditorium, Chicago                | [ 1 ]  |
| 3  | 1987             | The Winans                                            |                                            | [ 1 ]  |
| 4  | 1988             | Tramaine Hawkins, Wintley Phipps, Marvin Winans       | Christ Universal Complex, Chicago          | [ 1 ]  |
| 5  | 1989             | Clifton Davis, Marla Gibbs                            | Théâtre Aquarium, Los Angeles              | [ 11 ] |
| 6  |                  |                                                       |                                            |        |
| 7  | 1991             | Clifton Davis, Marilyn McCoo                          | Royce Hall, Los Angeles                    | ,      |
| 8  | 5 novembre 1992  | Clifton Davis, Marilyn McCoo                          | Royce Hall, Los Angeles                    | ,      |
| 9  | Novembre 1993    | Clifton Davis                                         | Théâtre Auditorium, Chicago                | ,      |
| 10 | 1994             | Clifton Davis                                         |                                            | [ 1 ]  |
| 11 |                  |                                                       |                                            |        |
| 12 | 12 décembre 1996 |                                                       | Grand Ole Opry, Nashville                  | [ 16 ] |
| 13 | 1998             | Kirk Franklin                                         | Atlanta Civic Center, Atlanta              |        |
| 14 | 9 janvier 1999   | Lynn Whitfield, Steve Harvey, CeCe Winans             | Atlanta Civic Center, Atlanta              | ,      |
| 15 | 8 janvier 2000   | Dr Bobby Jones, Donnie McClurkin, Vickie Winans       | Atlanta Civic Center, Atlanta              | [ 19 ] |
| 16 | 13 janvier 2001  | Dr Bobby Jones, Vickie Winans, Bishop T. D. Jakes     | Atlanta Civic Center, Atlanta              | [ 20 ] |
| 17 | 12 janvier 2022  | Yolanda Adams, Donnie McClurkin                       | Atlanta Civic Center, Atlanta              | [ 21 ] |
| 18 | 11 janvier 2003  | Mary Mary, Donnie McClurkin, Michelle Williams        | Atlanta Civic Center, Atlanta              | [ 22 ] |
| 19 | 10 janvier 2004  | Yolanda Adams, Kirk Franklin, Donnie McClurkin        | George R. Brown Convention Center, Houston | [ 23 ] |
| 20 | 15 janvier 2005  | Yolanda Adams, Donnie McClurkin, Tonéx                | George R. Brown Convention Center, Houston | [ 24 ] |
| 21 | 21 janvier 2006  | Israel Houghton, Donnie McClurkin, Vickie Winans      | Grand Ole Opry House, Nashville            | [ 25 ] |
| 22 | 13 janvier 2007  | Kirk Franklin, Mary Mary, Tye Tribbett                | Grand Ole Opry House, Nashville            | [ 26 ] |
| 23 | 12 janvier 2008  | Byron Cage, Kirk Franklin, CeCe Winans                | Grand Ole Opry House, Nashville            | [ 27 ] |
| 24 | 17 janvier 2009  | Dorinda Clark-Cole, Donnie McClurkin, Sinbad          | Grand Ole Opry House, Nashville            | [ 28 ] |
| 25 | 16 janvier 2010  | Kirk Franklin, Donnie McClurkin, Vickie Winans        | Grand Ole Opry House, Nashville            | [ 29 ] |
| 26 | 15 janvier 2011  | Donnie McClurkin                                      | Grand Ole Opry House, Nashville            | [ 30 ] |
| 27 | 14 janvier 2012  | Dorinda Clark-Cole, Marvin Sapp                       | Grand Ole Opry House, Nashville            | [ 31 ] |
| 28 | 19 janvier 2013  | Kirk Franklin, Mary Mary                              | Grand Ole Opry House, Nashville            | [ 32 ] |
| 29 | 18 janvier 2014  | Sherri Shepherd, Rickey Smiley                        | Nashville Municipal Auditorium, Nashville  |        |
| 30 | 28 mars 2015     | David Mann, Tamela Mann, Rickey Smiley                | Orleans Arena, Las Vegas                   | ,      |
| 31 | 20 février 2016  | Sherri Shepherd, Rickey Smiley                        | Orleans Arena, Las Vegas                   |        |
| 32 | 25 mars 2017     | Anthony Brown, Erica Campbell                         | Orleans Arena, Las Vegas                   | [ 35 ] |
| 33 | 24 mars 2018     | Kirk Franklin                                         | Orleans Arena, Las Vegas                   | [ 36 ] |
| 34 | 29 mars 2019     | Kirk Franklin                                         | Orleans Arena, Las Vegas                   |        |
| 35 | 23 août 2020     | Kirk Franklin, Jonathan McReynolds et Koryn Hawthorne | Cérémonie virtuelle                        | [ 2 ]  |